# 石を運ぶ人々のいる風景
『石を運ぶ人々のいる風景』（いしをはこぶひとびとのいるふうけい、露: Пейзаж с возчиками камней、英: Landscape with Stone Carriers）は、フランドルのバロック期の巨匠ピーテル・パウル・ルーベンスが1610年代後半-1620年ごろにキャンバス上に油彩で制作した絵画で、画家初期の風景画のうちの1点である。1779年にホートン・ホールにあったウォルポール・コレクションから購入されて以降、サンクトペテルブルクのエルミタージュ美術館に所蔵されている。

## 作品
この絵画は、丘の中腹のでこぼこのある道沿いに重い石を積んだ荷車を引く人々と、画面を二分する巨大な岩の断崖を描いている。右側で、視界は遠景へと続く丘の景色に開けている。左側には、暗色の木々や月光に照らされる川がある。画面に昼と夜が同時に存在するのは、ルーベンスの絵画と、生と死の象徴としての光と闇に関する中世の概念との関連性を示唆する。
一方、通常ではない照明は、太陽が地平線に消えかけ、月がすでに夜空に昇っている自然のおける短い瞬間を伝えようとする画家の願望の結果であったのかもしれない。また、絵画は、『詩編第104篇』の19節「主は月を造って季節を定められた。太陽は沈む時を知っている。」を描写している可能性もある。
ルーベンス後期の風景画には、パノラマ風の広大な空間を取り込んだ「開放性」のものが多い。画面中央にモティーフを集めた本作はいわば「集中的」ともいうべきもので、様式的に1620年ごろの制作年が想定できる画家初期の風景画である。なだらかな丘陵 (右) と昇る月 (左) に見られる静的な雰囲気が中央部の人、荷車、樹木、岩の力強いモティーフと対比されており、厚塗りの絵具で劇的緊張感が強調されている。表現されている自然は、プッサンやクロード・ロランの「古典的風景」における美的観賞の対象ではなく、エネルギーとドラマの場であり、生き物のような、いわゆる「生成する自然」である。すなわち、非常にバロック的な自然として捉えられている。